# Ylä-Enonvesi
Ylä-Enonvesi är en sjö Finland. Den ligger i Enonkoski kommun i landskapet Södra Savolax, i den sydöstra delen av landet, 300 km nordost om huvudstaden Helsingfors. Ylä-Enonvesi ligger 81 meter över havet. Arean är 11,86 kvadratkilometer och strandlinjen är 74,79 kilometer lång. Sjön  ingår i Vuoksens huvudavrinningsområde.   I omgivningarna runt Ylä-Enonvesi växer i huvudsak blandskog. Den sträcker sig 9,4 kilometer i nord-sydlig riktning, och 8,3 kilometer i öst-västlig riktning.
Sjön rinner ut i Ala-Enonvesi via Sahalampi i tätorten Enonkoski.
I Ylä-Enonvesi finns öarna:

- Hautasaari
- Louhisaari
- Maitosaari
- Tervasaari
- Pienisaari
- Rokkasaari
- Repoluoto
- Käärmeluoto
- Kallioluoto
- Aatami
- Eeva
- Hukkaluoto
- Metsosaari
- Hoikka
- Samuli
- Kalliosaari
- Pieni-Kalmo
- Kalmo
- Kärhä
- Paajasaaret
- Koirasaari
- Kaunissaari